# سيكورسكي سي إتش-148 سايكلون
سيكورسكي سي إتش-148 سايكلون (بالإنجليزية: Sikorsky CH-148 Cyclone) مروحية بحرية متعددة الأدوار، ذات محركين. يجري تطويرها من قبل شركة سيكورسكي للطائرات للقوات الكندية. أنتجت في الولايات المتحدة. تستخدم بشكل أساسي من قبل القوات المسلحة الكندية. كان أول طيران لها في 15 نوفمبر 2008. دخلت الخدمة في 2016، ومازالت في الخدمة حتى الآن. وسعر الطائرة الواحدة منها هو 64 مليون دولار كندي.
سي إتش-148 سايكلون هي البديل العسكري لمروحية سيكورسكي إس-92، وهي مصممة للعمليات من على متن السفن وتهدف إلى استبدال المروحية القديمة سيكورسكي سي إتش-124 سي كينغ، والتي تعمل منذ عام 1963.

## وصلات خارجية
- الموقع الرسمي

- Sikorsky H-92 Superhawk page page
- Canadian Forces official webpage for the CH-148 Cyclone
- Canadian Forces Maritime Helicopter Project (MHP) webpage نسخة محفوظة 30 أكتوبر 2017 على موقع واي باك مشين.